# Antonio de Ulloa
Don Antonio de Ulloa y Garcia de La Torre, FRS, španski admiral, raziskovalec, astronom, akademik in politik, * 12. januar 1716, Sevilla, Španija, † 5. julij 1795, Isla de Leon, Cádiz, Španija.
De Ulloa, potomec ugledne španske družine, je najbolj znan po svojih raziskavah v Južni Ameriki in kot prvi španski guverner Louisiane.

## Raziskovalna odprava v Peru
Leta 1733 se je pridružil španski mornarici. Dve leti kasneje je njega in še enega mladega Španca, Jorgeja Juana, kralj poslal kot člana francoske geodetske odprave v organizaciji Francoske akademije znanosti v Peru. V ta namen sta bila oba povišana v čin poročnika. V Quito so prispeli leta 1736 in pričeli z raziskavami. Tam je njuno pozornost med drugim pritegnila srebrnkasta kovina, ki so jo iskalci zlata pogosto našli med presejanjem proda. Ulloa je natančno opisal lastnosti snovi, ki so jo iskalci imenovali platina (dobesedno »majhno srebro«). Raziskave so otežili negostoljubno okolje, spori z lokalnimi oblastmi in nenazadnje tudi t. i. vojna Jenkinsovega ušesa, ki je leta 1739 izbruhnila med Španijo in Anglijo. Kot izkušena mornariška poveljnika sta sodelovala v obrambi Peruja in si prislužila povišanje v čin kapitana. Leta 1744 sta prekinila z vojaškimi aktivnostmi da bi končala raziskave in se nato odpravila nazaj proti Španiji. Zaradi varnosti sta potovala vsak s svojo ladjo. Na poti domov so Juanovo ladjo zajeli angleški pirati, kapitan ladje z de Ulloajem na krovu pa se je odločil zateči v akadijsko pristanišče Louisburg (danes Nova Škotska, Kanada). Tam so prepozno spoznali, da so pristanišče zasedli Angleži in posadka je bila ujeta. De Ulloaja so poslali v ujetništvo v London. Tam so njegove raziskave pritegnile pozornost znanstvene skupnosti, spoprijateljil se je z nekaterimi uglednimi znanstveniki in pisatelji ter bil imenovan celo za člana Kraljeve družbe. Po zaslugi vplivnih prijateljev so mu vrnili zapiske in ga izpustili, tako da se je julija 1746, 11 let po odhodu od doma, vrnil v Madrid.

## Vmesno obdobje
Leta 1748 sta z Juanom, ki se je prav tako uspel vrniti v domovino, končala in objavila poročilo svojih raziskav. Delo je izšlo v petih knjigah, de Ulloa je napisal prve štiri s skupnim naslovom Relación histórica del Viage a la América meridional, v katerih je podrobno opisal geografijo in naravo precejšnjega dela Južne Amerike ter kulturo njegovih prebivalcev. Delo je hitro postalo izjemno cenjeno in kopije so z dvora poslali vladarjem Francije, Portugalske, Neapeljskega kraljestva ter različnim združenjem učenjakov kot dokaz, da Španci še niso izgubili talenta za velika dela. Kasneje je bilo kot prvi izčrpen opis Južne Amerike evropskih avtorjev prevedeno v več evropskih jezikov. Po končanju tega dela sta de Ulloa in Juan sestavila še zaupno poročilo kralju z naslovom Noticias secretas de América, v katerem sta poročala o vojaških zmožnostih Peruja in jasno izpostavila napake španske vladavine na tem območju (sodeč po slogu in pisavi je večino napisal de Ulloa sam). Poročilo je prišlo v javnost 80 let kasneje, ko se je do njega dokopal angleški trgovec in objavil prevod; ker je predstavljalo Špance v slabi luči pred svetom, so ga mnogi španski zgodovinarji poskušali diskreditirati, a danes velja, da njegova avtentičnost ni sporna.
Ko so bila vsa poročila končana, je bil de Ulloa poslan na dvoletno nalogo v Francijo in na Nizozemsko. Uradno je bil cilj potovanja študirati matematiko, v resnici pa je moral zbirati podatke o mornariških in industrijskih zmožnostih teh držav ter spodbujati izučene obrtnike k emigraciji v Španijo. Pri tem je bil tako uspešen, da ga je španski dvor že po enem letu poklical nazaj, a je na njegovo prošnjo razširil nalogo še na Dansko in Švedsko. V Madrid se je vrnil v začetku leta 1752 in se ponovno pridružil enotam Guardias Marinas v Cadizu, kjer je služil do leta 1757. V tem času so ga pogosto prosili za svetovanje pri pomembnih projektih, na primer pri ustanavljanju prirodoslovnega muzeja in astronomskega observatorija.

## Vrnitev v Ameriko
Leta 1757 je bil imenovan za kolonialnega guvernerja v perujski provinci Huancavélica in nadzornika tamkajšnjega rudnika živega srebra. To imenovanje dokazuje njegov ugled, saj je šlo za edini zanesljiv španski vir živega srebra, ki je bilo nujno za delovanje rudnikov srebra v Potosiju. De Ulloa je vedel, da bo delo izjemno težavno, saj bi moral skrbeti za vzdrževanje produkcije rudnika, ki je deloval že skoraj 200 let, hkrati pa je okrog rudnika in dobičkov od prometa z živim srebrom nastala izjemno dobro organizirana ter vplivna mreža prevarantov. Kljub temu je nalogo sprejel ker so mu ponudili bistveno višjo plačo kot jo je dobival kot član Guardias Marinas. V Huancavélico je prispel 2. novembra 1758. Njegovi strahovi so se uresničili in ves čas svoje administracije se je bojeval z interesi vplivnih skupin, ki so uspele na svojo stran pridobiti celo podkralja. Maja 1762 je priznal svoj poraz in v pismu prosil španski dvor naj ga odpokliče. Korespondenco obeh strani z dvorom so poslali Jorgeju Juanu, ki se je v svojem poročilu postavil na de Ulloajevo stran, a hkrati podprl predlog odpoklica, saj je smatral, da je situacija nerešljiva. Tudi španski dvor je bil nemočen proti globoko usidrani mreži korupcije na tem območju in uradni ukaz je pomagal le toliko, da je lahko de Ulloa ušel lokalnim oblastem, ki so ga hotele dokončno uničiti. Konec 1764 je odplul proti Havani, kjer je moral počakati na nova navodila.
Na njegovo veliko nezadovoljstvo mu je dvor našel novo zadolžitev v Novem svetu. Malo prej je Francija prepustila Španiji kolonijo Louisiano (danes del ZDA) in kralj ga je, verjetno na račun de Ulloajevih izkušenj s Francozi, ki so sestavljali večino prebivalstva, imenoval za guvernerja. Tu se je moral znova spopadati z okoliščinami, ki niso bile pod njegovim vplivom. Španija mu je namreč namenila bistveno premalo vojaške moči in finančnih sredstev da bi lahko vzdrževal oblast nad kreoli, ki so prezirali nove vladarje. Zaradi nemoči je bil prisiljen prepustiti administracijo zadnjemu francoskemu upravitelju in neodločnost Špancev je še podžgala uporne kreole, ki so želeli nazaj pod francosko vladavino. Situacijo je dodatno poslabšala njegova aroganca in nespoštovanje dogovorov, ki so jih z naseljenci sklenile francoske oblasti. Trgovska uredba dvora leta 1768 je sprožila vsesplošni upor, ki ga je pregnal iz New Orleansa in končal njegovo kariero kolonialnega upravitelja. Brez dovoljenja dvora je odplul nazaj proti Španiji.

## Kasnejša leta
Preostanek življenja je preživel razmeroma mirno. Dvor je sprejel razlago, da ni bil odgovoren za neuspeh v Louisiani in de Ulloaju je bilo dovoljeno nadaljevati kariero v mornarici. Kmalu je bil povišan v kontraadmirala in v tej vlogi je med leti 1777 ter 1778 uspešno poveljeval zadnji od velikih flot, ki so prevažale zaklade iz Novega sveta. Leto kasneje je bil obtožen, da je kot poveljnik eskadre z nalogo patruljirati med Galicijo in Azori zaradi malomarnosti izgubil ladjo ter dopustil pobeg flote angleških trgovskih ladij, a ga je sodišče oprostilo vseh obtožb.
Poleg poveljevanja se je v tem času posvečal predvsem pisanju. Objavil je še eno razmeroma uspešno poročilo o španskih ozemljih v Novem svetu, z razpravo o evropskih mornaricah pa je imel manj sreče. Pisanje je najprej prekinilo njegovo imenovanje za upravitelja v Huancavélici in Louisiani, ob končanju pa je delo naletelo na neodobravanje sekretarja za kolonije in ni bilo nikoli objavljeno. Po tistem ni napisal nič več bistvenega, je pa ostal aktiven na visokih položajih v mornarici do konca svojega življenja.
O njegovem zasebnem življenju je malo znanega. Leta 1767 se je poročil s Franciscu Ramírez de Laredo, hčerko Condeje de San Javierja iz Lime, in imel z njo devet otrok. Družina ni bila zelo premožna in njegova plača je komaj zadoščala da je vzdrževal za tiste čase spodoben status. Znan ostaja predvsem po svojih literarnih delih, s katerimi se je uveljavil kot eden vodilnih španskih mislecev in piscev svojega časa in ga je Voltaire citiral kot »le philosophe militaire Ulloa«. Poleg Kraljeve družbe ga je sprejelo za člana več akademskih združenj, med njimi Kraljeva švedska akademija znanosti.